# Вернетта М Нэй Моберли
Вернетта М Нэй Моберли (англ. Vernetta M Nay Moberly; род. XX век или 23 декабря 1955) — американская активистка-эколог, которая собрала много информации от старейшин общины инупиатов (группы коренных жителей Аляски, чья традиционная территория простирается примерно на северо-восток от пролива Нортон в Беринговом море до самой северной части канадско-американской границы) и передала знания следующему поколению в попытке бороться с изменением климата.
Инупиаты были обеспокоены изменением климата, угрожающим их традиционному образу жизни. Тенденция к потеплению Арктики во многом сказывается на их образе жизни. Например, истончение морского льда затрудняет охоту на китов, тюленей, моржей и другую традиционную пищу, так как изменяются схемы миграции морских млекопитающих, зависящие от ледовых потоков, а истончение морского льда может привести к тому, что люди провалятся сквозь лёд. Более тёплые зимы делают путешествия более опасными и менее предсказуемыми, так как образуется больше штормов; формирующийся позже морской лёд способствует усилению наводнений и эрозии вдоль побережья, в то время как осенние штормы участились, что непосредственно угрожает многим прибрежным деревням.

## Почести и награды
В 2020 году Нэй Моберли была названа Би-би-си одной из 100 женщин.